# Języki ge
Języki ge, języki je – subfyla języków autochtonicznych Ameryki Południowej, wymarłych lub będących na granicy wymarcia. Należą one do fyli makro-ge.

## Klasyfikacja
- gałąź północnozachodnia
  - języki timbira
  - języki cayapo
- gałąź centralna
  - języki acua
  - języki acroa
  - język apinage
  - język suya
- † język jeico